# Shahrestān di Tuyserkan

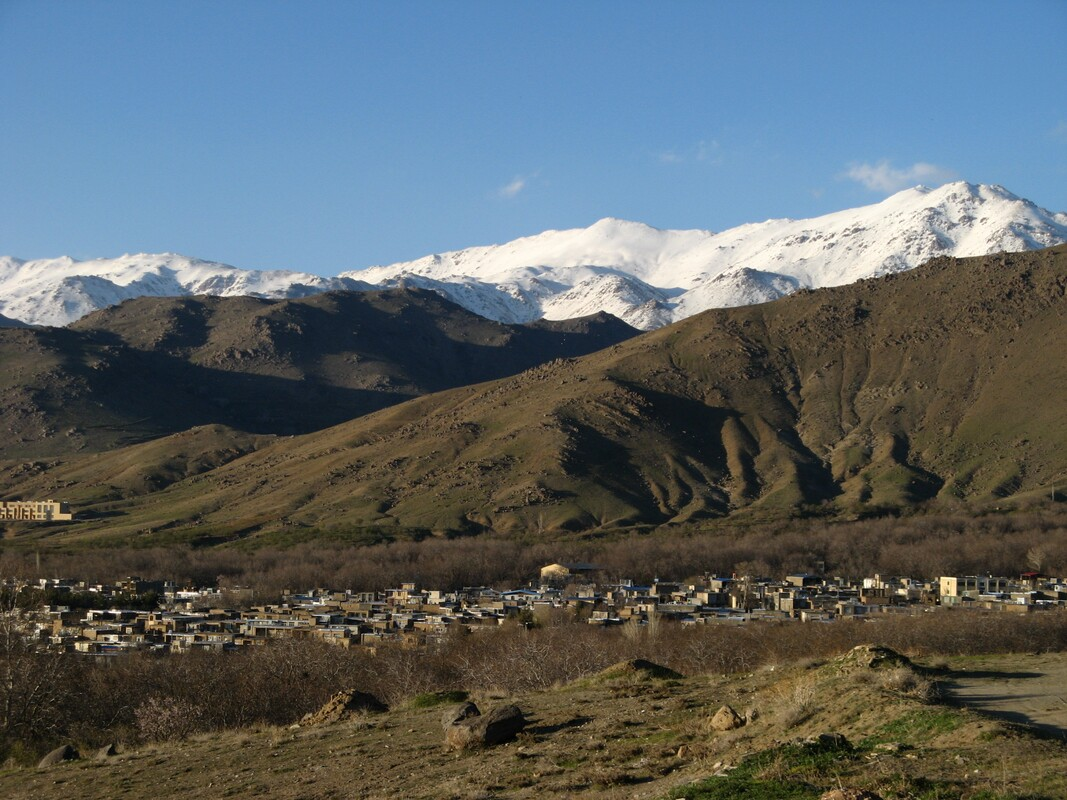
La valle di Tuyserkan

Lo shahrestān di Tuyserkan o Toyserkan (farsi شهرستان تویسرکان) copre un'area di 1.556 km² e confina a nord con gli shahrestān di Asadabad, di Bahar e di Hamadan, a est con lo shahrestān di Malayer, a ovest con quello di Kangavar (nella provincia di Kermanshah), a sud con lo shahrestān di Nahavand. Secondo il censimento del 1996 gli abitanti sono 118.954, con una densità di 76,4 km². Sono musulmani sciiti di lingua persiana, mentre alcuni villaggi vicino alla provincia di Kermanshah parlano curdo, lori e turco.

## Geografia antropica

### Suddivisioni amministrative
È diviso in due circoscrizioni (bakhsh):
- Centrale, con le città di Tuyserkan e Serkan,
- e Qolqol rud (بخش سردرود), con la cittadina di Farasfaj (1.608 ab.).

Ci sono inoltre 7 distretti rurali e 111 villaggi.

## Geografia fisica
Il monte più alto è il Picco Alvand (3574 m s.l.m.) che si trova tra Tuyserkan e Hamadan, mentre l'area più bassa è il villaggio di Karkhaneh, 1.555 m s.l.m.; la provincia si trova a un'altezza media di 1.784 m s.l.m..
I due fiumi che l'attraversano sono il Qolqol rud e il Khorram rud (rud significa fiume).

## Luoghi d'interesse
- La città di Tuyserkan.
- Nella cittadina di Farasfaj: il caravanserraglio Farasfaj Shah Abbasi[3], costruito tra il 1585 e il 1616 in stile safavide, che copre un'area di 4000 m²[4]. Durante il periodo dello shah safavide Abbas I furono costruite molte strade per facilitare i viaggi e il commercio, e vennero eretti di conseguenza molti caravanserragli in tutto il paese. La distanza tra uno e l'altro era di un manzel (la distanza percorsa da una carovana in una giornata di viaggio)[5].
- Sempre vicino a Farasfaj, a 20 km da Tuyserkan, c'è un ponte safavide dello stesso periodo, sul fiume Gholgholrood[6].
- Vicino al villaggio di Oshtorān[7], 18 km nord-ovest di Tuyserkan, si trova una fortezza militare e l'adiacente Qal'eh Khan Gormaz (o Qal'eh Hamza Khan). Queste costruzioni erano importanti postazioni militari lungo la via imperiale tra Hamadan e Tuyserkan. Un'iscrizione kufica nella moschea di Oshtoran fa risalire il Qal'eh all'VIII secolo[2].